# Dimoiu, Dâmbovița
Dimoiu este un sat în comuna Ulmi din județul Dâmbovița, Muntenia, România.